# Blastese

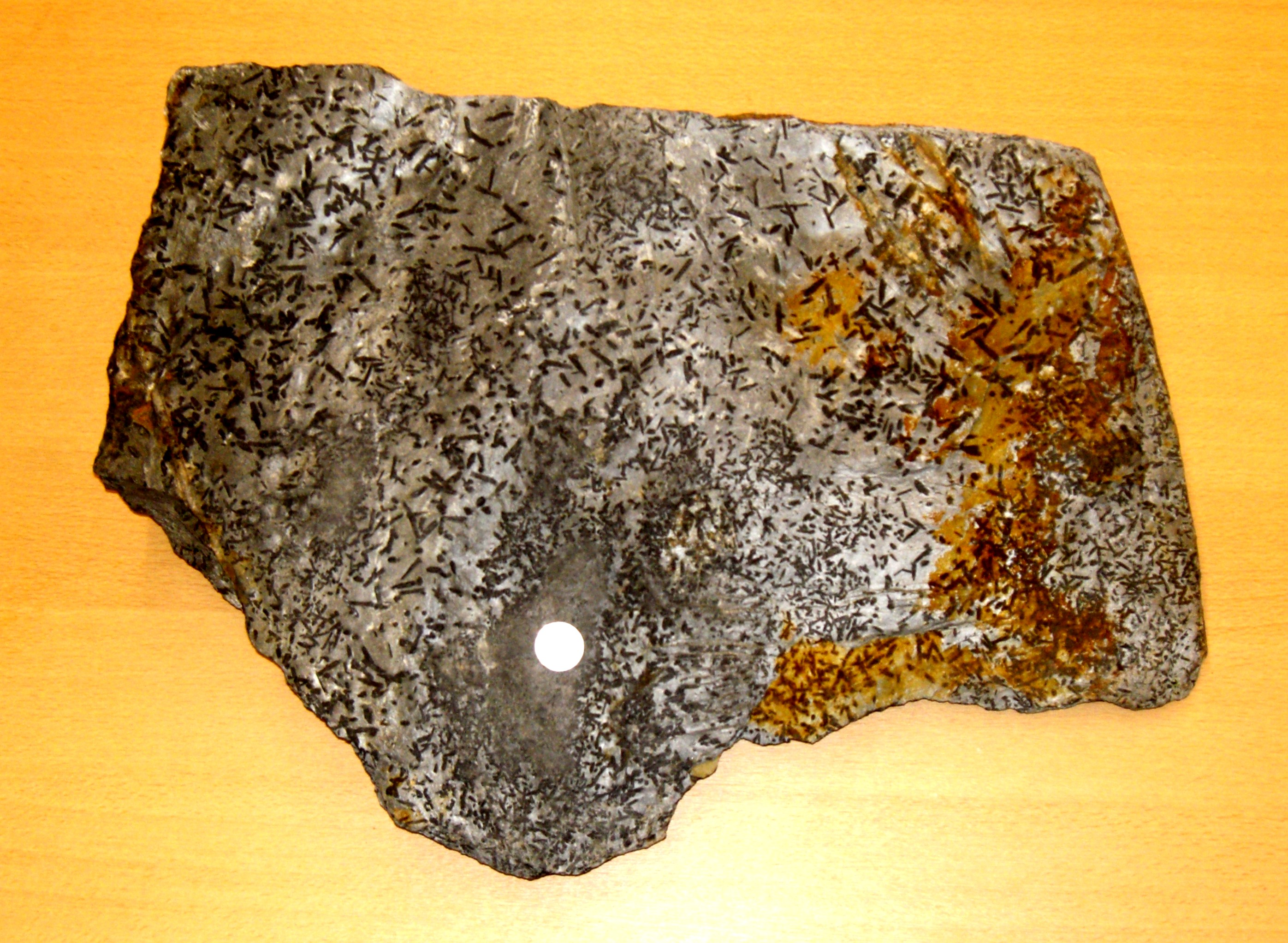
Fruchtschiefer (uma ardósia) com porfiroblastos de cordierite que cresceram durante um processo de metamorfismo de contacto.

Blastese (grego: βλάστησις, blástēsis; brotar), ou cristaloblastese, designa os processos de cristalizações e recristalizações metamórficas que origina o crescimento (a blastese) dos minerais metamórficos, ou seja a cristalização ou recristalização metamórfica que permite o crescimento no estado sólido de minerais metamórficos ou metassomáticos.

## Descrição
A evolução das rochas metamórficas é marcada por dois processos:
- A cataclase que corresponde ao quebramento e deformação dos grãos minerais, enquanto no estado frági;
- A blastese que corresponde à germinação e ao crescimento de minerais da rocha, atingidas determinadas condições termodinâmicas.

Estes dois processos metamórficos podem se suceder e repetir, interagindo para o desenvolvimento de complexas texturas que tendem a apagar as texturas e estruturas anteriores. Nas rochas metamórficas o início de crescimento de um novo mineral (nucleação do mineral), por reação metamórfica, ocorre de forma localizada, enquanto que a cristalização em meio mais isótropo e com maior entropia positiva, como uma solução que se torna progressivamente mais salina ou um magma em resfriamento, ocorre distribuida extensivamente no meio, caracterizando-se, respetivamente, como nucleação heterogénea ou homogénea.

### O processo de blastese
O processo de blastese leva ao surgimento de novos minerais devido aos processos físico-químicos a que a rocha é submetida durante o metamorfismo. As estruturas cristaloblásticas são estruturas que se formam a partir da cristalização durante o metamorfismo, ou seja, enquanto a rocha é remodelada por pressão e calor, mas permanece no estado sólido. O termo blastese, neste sentido, foi introduzido em 1903 pelo mineralogista Friedrich Becke, mas num sentido mais lato, o termo foi mais tarde também utilizado para o crescimento de cristais de feldspato em granito, ou seja, numa rocha plutónica, e também para a formação de cristais em rochas de qualquer génese.
Em meados do século XX, foram introduzidos os termos endoblastese e metablastese para distinguir os processos de formação de cristais das rochas ígneas dos processos de metassomatose na formação de cristais nas rochas metamórficas. No entanto, a reconstrução exacta da génese dos cristais não é facilmente perceptível em todos os casos.

### Diferenciação das estruturas cristaloblásticas
Para diferenciar e classificar as estruturas granulares das rochas metamórficas, foram acrescentados à palavra "blástico" vários prefixos de origem latina ou grega. Em primeiro lugar, distingue-se entre estruturas homogéneas (homoblásticas) e não homogéneas (heteroblásticas). Essa classificação deu origem aos seguintes tipos:
- Estrutura homoblástica — para este tipo de tessitura é feita uma distinção entre:[9][10][4]
  - granoblástico: todos os cristaloblastos exibem uma forma granular e não ocorre uma direção preferencial de crescimento.
  - lepidoblástico: predominam os minerais lepidoblásticos, o que é típico dos filitos.
  - nematoblástico: os minerais estão presentes em forma de pedúnculo, prismático longo, o que é o caso em muitos anfibolitos.
  - fibroblástico: os minerais estão dispostos numa forma fibrosa, o que é relativamente raro; um exemplo é a fibra do amianto.
- Estrutura heteroblástica — para este tipo de tessitura é feita uma distinção entre microestruturas de granulação irregular:[9][10][4]
  - porfiroblástica: os cristais são significativamente maiores do que os minerais circundantes da matriz; os cristaloblastos pertencem geralmente a um único tipo de mineral, sendo esta forma a estrutura heteroblástica mais importante e mais comum. Esta estrutura é semelhante à estrutura porfirítica dos magmatitos.
  - idioblástica: os minerais atingiram uma forma cristalina ideal, o que nos metamorfitos indica um crescimento tardio; os idioblastos são limitados por superfícies de crescimento cristalográfico.
  - xenoblástico: oposto de idioblástico, significando que os xenoblastos não são limitados por planos de crescimento cristalográficos.